# Степной (Удмуртия)
Степной — деревня в Сарапульском районе Удмуртской республики. Входит в состав сельского поселения Мостовинское.

## История
В 1964 г. Указом Президиума ВС РСФСР поселок Мостовинского откормочного совхоза переименован в Степной.

## Население
| 2010 | 2012 |
| ---- | ---- |
| 100  | →100 |